# لايبهايم
لايبهايم (بالألمانية: Leipheim) هي بلدة ألمانية تقع في ألمانيا في غونتسبورغ.

## المدن التوأمة
مدينة Fonyód هي مدينة توأمة لـلايبهايم.

## أعلام
- كريستوف فيرنر